# Anzola d’Ossola

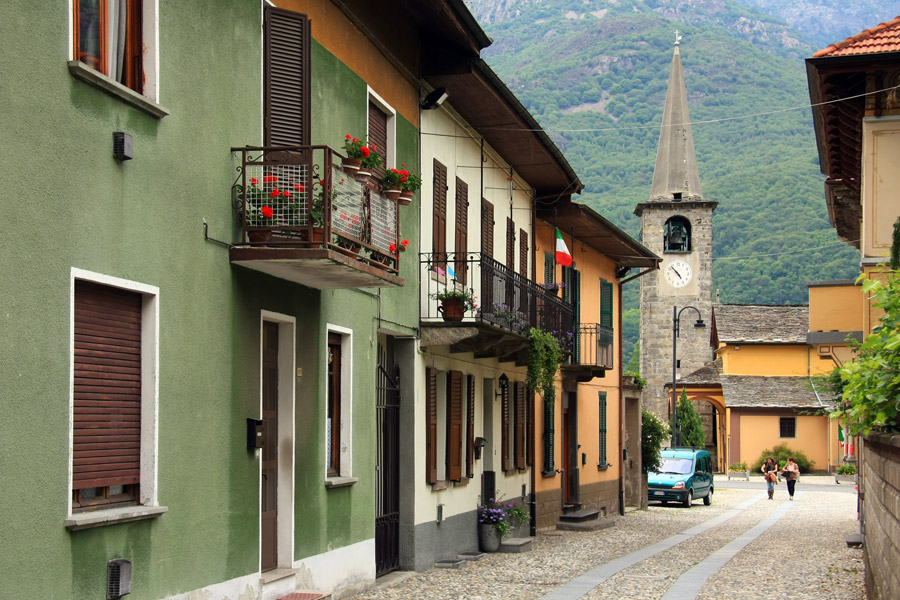
Anzola

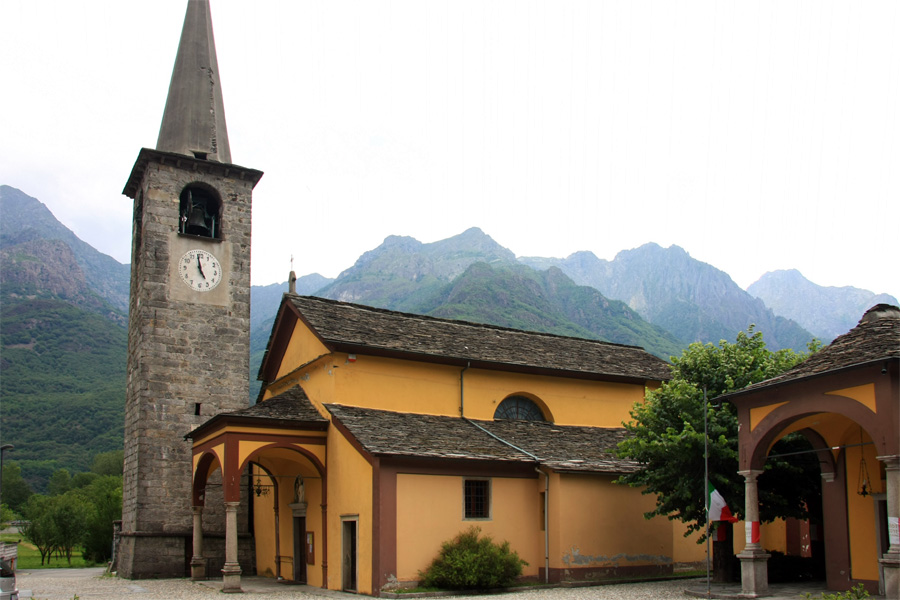
Pfarrkirche San Tommaso

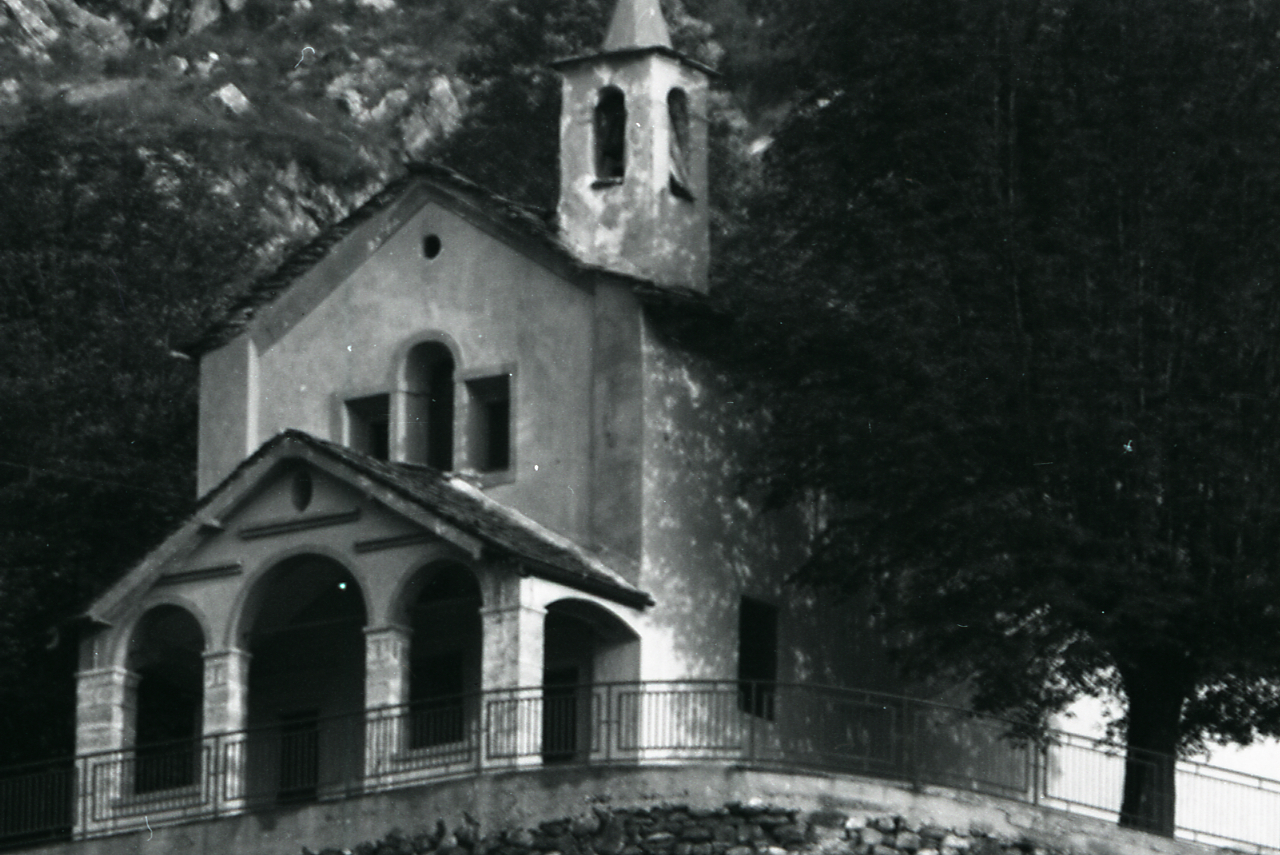
Wallfahrtskirche Madonna del Carmine

Anzola d’Ossola (bis 1864 einfach Anzola) ist eine Gemeinde in der italienischen Provinz Verbano-Cusio-Ossola (VB) in der Region Piemont.

## Lage und Einwohner
Anzola d’Ossola liegt 20 km nordwestlich von der Provinzhauptstadt Verbania und 22 km südlich von Domodossola entfernt auf einer Höhe von 210 m ü. M. Das Gemeindegebiet umfasst eine Fläche von 13,84 km² und hat 377 Einwohner (Stand 31. Dezember 2023).
Die Nachbargemeinden sind Massiola, Ornavasso, Pieve Vergonte, Premosello-Chiovenda und Valstrona.

## Geschichte
Das Dorf wurde am rechten Ufer des Toces, in der Nähe des Berges, erbaut, und um das Jahr herum befanden sich bereits tausend im Besitz des Bischofs von Novara und hatten eine gewisse Bedeutung für einen dort existierenden Fischteich. Das erste historische Dokument, das den Namen Anzola trägt, geht auf eine gleichmäßige Investitur des Bischofs von Novara vom 12. Juli 1006 zurück. Anzola und die gesamte untere Ossolatal wurden 1332 in die Herrschaft der Visconti aufgenommen, Herren von Mailand, die 1372 auch den oberen Teil des Tals eroberten. 1374 kam es zu den gewalttätigsten Auseinandersetzungen in der Gegend zwischen den Ferrari, den Galeazzo Visconti treuen Ghibellinen und den Spelorci, den Welfen des oberen Ossolatal.

## Sehenswürdigkeiten
- Die Pfarrkirche San Tommaso ist das einzige erhaltene wertvolle Gebäude des Mittelalters. Es ist immer noch möglich, die römische Matrix des Gotteshauses zu identifizieren, obwohl nachfolgende und zahlreiche Restaurierungen das ursprüngliche Projekt wesentlich verändert haben. Die Kirche war ursprünglich von der Pfarrkirche San Vincenzo von Pieve Vergonte und später von der nahegelegenen Kirche Premosello-Chiovenda abhängig; sie wurde 1603 als Pfarrkirche erbaut. Die Bewohner und ein Philanthrop bauten 1674 einen massiven Glockenturm.
- Oratorium San Rocco: erbaut wegen der Pest, die 1600 das Gebiet schwer traf, war es eigentlich für die Feier von Gottesdiensten in Zeiten gedacht, in denen die Gefahr einer Infektion sehr hoch war.
- Wallfahrtskirche Madonna del Carmine: dominant dank ihrer erhöhten Lage in Bezug auf das Wohngebiet.

## Veranstaltungen
- La Sagra delle Ciliegie (Kirschfest) seit 1947 in der letzten Woche im Juni.[3]